# 松江市営球場 (初代)
松江市営球場（まつえしえいきゅうじょう）は、島根県松江市学園南にかつてあった野球場。現在の松江市営野球場とは別の施設である。

## 歴史
1932年7月会場。両翼92.7m、中堅111.9m
1940年10月14日、公式戦期間中に行われたオープン戦（練習試合）として、東京巨人軍対阪急軍が山陰で初めて開催された。前日の10月13日に同じ組み合わせで公式戦（秋季連盟戦）を行ったその場で、大阪駅から夜行列車に乗り、当日午前8時29分に松江駅に到着するという強行軍の中で開催された。
その後は軍事高揚のためのグライダーの練習場として使われたのち、1949年7月に野球場が再開され、1950年6月29日に開催された毎日オリオンズ対西鉄クリッパーズ戦で公式戦が山陰地方初開催となった。その後6年にわたり10試合の公式戦が開催されたが、最終戦となった1955年5月22日に行われたトンボ・ユニオンズ対西鉄ライオンズの試合において、西鉄の仰木彬が当時のパシフィック・リーグ記録である1試合6安打（内訳:シングル3、2塁打1、ホームラン2）を達成した。
しかし周辺の道路整備などの関係で1974年11月に行われた「さよなら行事」をもって閉鎖。地元の中高生らによる親睦試合などを開催して行われ、1978年、同市内の松江総合運動公園に整備・完成された新たな松江市営野球場に機能が移された。当球場の跡地はその後松江北公園芝生広場として整備されている。